# Bački Gračac
Bački Gračac (serbocroata cirílico: Бачки Грачац; alemán: Filipsdorf o Filipowa; húngaro: Szentfülöp; croata: Filipovo) es un pueblo de Serbia perteneciente al municipio de Odžaci en el distrito de Bačka del Oeste de la provincia autónoma de Voivodina.
En 2011 tenía 2295 habitantes. Casi todos los habitantes son étnicamente serbios.
Se conoce la existencia del pueblo desde finales del siglo XII, cuando se menciona como un pueblo del reino de Hungría llamado "Filipova" en un documento del rey Bela III. Tras la invasión otomana quedó casi despoblado, y en un documento de 1652 se menciona como una pequeña aldea habitada por serbios, formada por siete casas y un monasterio. Tras la reconquista de la zona por el Imperio Habsburgo, en 1763 la reina María Teresa promovió la repoblación con alemanes procedentes de Wurtemberg. Fue un pueblo habitado casi totalmente por suabos del Danubio hasta la expulsión de alemanes tras la Segunda Guerra Mundial. El actual topónimo del pueblo, que sustituye al histórico "Filipovo", lo recibió tras ser repoblado a mediados del siglo XX por serbios procedentes de la zona de Gračac, en la región de Lika.
Se ubica unos 5 km al noreste de la capital municipal Odžaci.